# Féronstrée
Féronstrée, autrefois Jehanstrée, en wallon liégeois È Fèronstrèye, est une rue commerçante et une des deux principales artères du quartier de Féronstrée et Hors-Château à Liège.

## Situation et accès
Elle relie la place du Marché à la place des Déportés. Elle abrite aussi de nombreux bâtiments inscrits au patrimoine immobilier de la Région wallonne dont plusieurs musées.
Voies adjacentes
Au départ de la place du Marché vers la place des Déportés :
- Rue des Mineurs,
- Potiérue,
- Rue de la Rose,
- Rue Velbruck,
- Rue Saint-Jean-Baptiste,
- Rue de la Poule,
- Rue Saint-Georges,
- Rue Hongrée,
- Place Saint-Barthélemy,
- Rue Saint-Thomas,
- Rue du Mont-de-Piété,
- Rue des Aveugles,
- Parc Saint-Léonard,
- Rue de la Résistance.

## Origine du nom
Le nom de la rue est un composé lexical unifié constitué de :
- féron signifie ferronniers, ou Fèvres un des 32 bons métiers de Liège. Ce sont les artisans qui travaillaient les métaux (sauf l'or et l'argent » réservé aux orfèvres).
- estrée en ancien français (du latin via strata) ou strèye en wallon signifie « route pavée ».

Parler de « rue Féronstrée » est donc un pléonasme.

## Historique
Le 7 août 1106, l'empereur Henri IV meurt en Féronstrée à l'endroit de l'actuel no 6,.
« Féronstrée », une des plus anciennes artères de Liège, était également appelée, Grand'rue, selon l'usage courant qui faisait donner ce nom à la principale chaussée d'une Cité.
Au Xe siècle, l'enceinte notgérienne coupait Féronstrée au niveau de l'actuelle rue de la Rose avec la Hasselinporte (porte de Hasselt). À l'époque seul le tronçon situé à l'intérieur des remparts portait le nom de Féronstrée. Au-delà, passant devant l'église Saint-Jean Baptiste, elle prenait le nom de Jehanstrée jusqu'à l'actuelle rue Saint-Georges. Le tronçon suivant allant jusqu'à la place Saint-Barthélemy porte le nom de rue devant Saint-Georges en référence à église Saint-Georges devant laquelle il passait,.
La dénomination de rue Porte Saint-Léonard s'est appliquée très longtemps au dernier tronçon de Féronstrée, entre la place Saint-Barthélemy et la porte Saint-Léonard. Ce dernier tronçon s'est appelé également chaussée Saint-Barthélemy ou Barthélemistrée.

## Bâtiments remarquables et lieux de mémoire
- à l'arrière du no 11 : La Maison du Léopard
- no 24 : La maison Désiré de Lille, les descendants de l'inventeur du lacquemant
- no 86 : Musée des beaux-arts
- nos 94-96 : Hôtel Somzé
- no 114 : Hôtel et Musée d'Ansembourg
- nos 118-120 : Bibliothèque Ulysse Capitaine
- no 122: Hôtel de Hayme de Bomal
- no 132 : Hôtel Brahy
- no 136 : Grand Curtius
- nos 137-139 : Hôtel Vander Maesen
- Collégiale Saint-Barthélemy
- Plusieurs hôtels particuliers :

Bâtiments détruits
- Hôtel de l'Aigle Noire
- Église Saint-Jean Baptiste située au coin de la rue Saint-Jean-Baptiste et de Féronstrée
  - Hôpital Saint-Jean-Baptiste - Hôpital Saint-Abraham
- Église Saint-Georges
- Porte Saint-Léonard détruite en 1851.

Patrimoine classé
La liste qui suit est classé au patrimoine immobilier de la Région wallonne :
| no      | Bien                    | Code de classement | Illustration |
| ------- | ----------------------- | --- | ------------ |
| 1       | Immeuble                | Patrimoine classé (1942, no 62063-CLT-0480-01) |              |
| 2       | Immeuble                | Patrimoine classé (1942, no 62063-CLT-0481-01) |              |
| 11      | Maison du Léopard       | Patrimoine classé (2011, Intégralité du bâtiment central, intérieur et extérieur ; l'intégralité de l'ancienne tourelle d'escalier, intérieur et extérieur ; l'intégralité du petit corps de logis, intérieur et extérieur, et les cloisons intérieures, la façade arrière, la charpente et les pignons de la partie du bâtiment vers Feronstrée. (M). Etablissement d'une zone de protection (ZP), no 62063-CLT-0600-01) |              |
| 12      | Maison                  | Patrimoine classé (1990, façade et toiture, no 62063-CLT-0155-01) |              |
| 94-96   | Hôtel Somzé             | Patrimoine classé (1970, no 62063-CLT-0069-01) |              |
| 114     | Hôtel d'Ansembourg      | Patrimoine classé (1941, no 62063-CLT-0413-01) |              |
| 122     | Hôtel de Hayme de Bomal | Patrimoine classé (1936, no 62063-CLT-0094-01) |              |
| 132     | Hôtel Brahy             | Patrimoine classé (1970, façade et toiture, no 62063-CLT-0349-01) |              |
| 134     | Palais Curtius          | Patrimoine classé (1981, extension du palais côté Féronstrée, no 62063-CLT-0023-01) |              |
| 137-139 | Hôtel Vander Maesen     | Patrimoine classé (1989, les deux façades à rue et la totalité de la toiture, no 62063-CLT-0158-01) |              |
| 159     | Maison                  | Patrimoine classé (1990, façade, toiture et escalier du XVIIIe, no 62063-CLT-0131-01) |              |